# Drepanosticta monoceros
Drepanosticta monoceros – gatunek ważki z rodziny Platystictidae.